# 游璉
游璉（1476年—？），字世重，號少石，福建福州府連江縣人，民籍，明朝政治人物。

## 生平
正德五年（1510年）庚午科福建鄉試第六十七名舉人。正德六年（1511年）聯捷辛未科會試第二百五十二名，登第三甲第八十八名進士。历官登州府知府，嘉靖八年（1529年）正月入觐，升廣東按察司副使，十三年（1534年）十月擔任江西布政司右参政。

## 家族
曾祖游益生；祖父游立；父游寓，母趙氏。严侍下。兄游珈、游玹、游珠。弟游琮、游琯。